# Malin Bergström (trav)
Malin Susanna Rolfsdotter Bergström, född 13 mars 1977 är en svensk travtränare och hästskötare.

## Biografi
Bergström är mest känd som tränare till hästen Galactica. Då Galactica segrade i Stochampionatet på Axevalla travbana 2016 var det första gången i loppets 48-åriga historia som en kvinnlig tränare segrat. Under säsongen 2016 sprang Galactica in 1,5 miljoner kronor på 14 starter, varav 5 segrar, och utsågs för sin framgångsrika säsong 2016 till Årets Sto vid Hästgalan (delat med Darling Mearas).
Under 2020 segrade Galactica även i Monté-SM på Åbytravet, där man bland annat besegrade Rajesh Face.

## Större segrar i urval
| År   | Lopp            | Häst      | Kusk/Ryttare       |
| ---- | --------------- | --------- | ------------------ |
| 2016 | Stochampionatet | Galactica | Lars-Åke Söderholm |
| 2020 | Monté-SM        | Galactica | Anna Erixon        |